# Real (BRIGHTのアルバム)
『Real』（リアル）は、2010年2月24日にリリースされたBRIGHTの2枚目のアルバム。

## 解説
- BRIGHTの2ndアルバム。
- CDのみとCD+DVDの2パターンの他に、近畿地区限定CDが存在する。近畿地区限定CDにはFM OSAKA『ワールドウェディング BRIGHTに♪何だって話してよ〜♪』オリジナルアカペラ曲「諦めないで」、「Heart」が収録されている。

## 収録曲

### ディスク1(CD)
1. Theme of BRIGHT 〜Real〜
2. I Like That
3. キライ…でも好き 〜アイシテル〜
4. Shining Butterly
5. 言葉にできなくて
6. Warm It Up (Interlude)
7. Dance With Us
8. I Know
9. Secret
10. Feelin' You
11. Promise You 〜卒業〜
12. 美女と野獣 (Bonus Track)

### ディスク2(DVD)
1. 言葉にできなくて -MUSIC VIDEO-
2. Shining Butterfly -MUSIC VIDEO-
3. Feelin' You -MUSIC VIDEO-
4. キライ…でも好き 〜アイシテル〜 -MUSIC VIDEO-
5. 2009年8月京都凱旋ライブDocument Video

## CM
この関西ローカルCMに岩尾望（フットボールアワー）が出演し「キライ…でも好き 〜アイシテル〜」を口ずさんでいる。